# والت فولكنير
والت فولكنير (بالإنجليزية: Walt Faulkner) هو سائق سيارة سباق ومهندس أمريكي، ولد في 16 فبراير 1918 في Tell, Texas ‏ في الولايات المتحدة، وتوفي في 22 أبريل 1956 في فاليجو في الولايات المتحدة.